# Michael Goodfellow
Pour les articles homonymes, voir Goodfellow.
Michael Goodfellow, né le 8 octobre 1988 à Stirling, est un curleur écossais. Il remporte la médaille d'argent du tournoi masculin aux Jeux olympiques d'hiver de 2014 à Sotchi, en Russie.

## Biographie
En octobre 2013, Michael Goodfellow est sélectionné pour représenter la Grande-Bretagne lors du tournoi masculin de curling aux Jeux olympiques de 2014, aux côtés de David Murdoch, Tom Brewster, Greg Drummond et Scott Andrews.

## Palmarès

### Championnats du monde
| Édition    | Regina 2011 | Bâle 2012 | Victoria 2013 |
| Classement | Argent      | Argent    | Bronze        |